# Spider-Man: Lotus
Spider-Man: Lotus es una película independiente de superhéroes estadounidense de 2023 basada en Spider-Man. Fue producida, dirigida y coescrita por Gavin J. Konop. Cuenta con las actuaciones de Warden Wayne como Peter Parker/Spider-Man, Sean Thomas Reid como Harry Osborn y Moriah Brooklyn como Mary Jane Watson.
La película no está asociada ni con Marvel Studios ni con Sony Pictures y fue financiada por fanáticos a través de una campaña en Indiegogo. Su tráiler se volvió tendencia en Twitter y YouTube, lo que ayudó a darle exposición a la misma. La película comenzó a recibir atención mediática en junio de 2022 después de que se filtraran en línea mensajes en los que Konop y Wayne usaron un lenguaje discriminatorio, lo que desató una controversia que fue ampliamente cubierta por los medios de comunicación.
Spider-Man: Lotus fue lanzada con críticas mixtas, señalando como inconsistentes los efectos visuales, su ritmo, escritura, dirección y actuación.

## Argumento
Después de derrotar a un nuevo supervillano que se hace llamar el Shocker, Peter Parker llega tarde a una cita doble con su novia Gwen Stacy y sus mejores amigos, Harry Osborn y Mary Jane Watson. Después de cierta fricción inicial debido a sus frecuentes ausencias, Peter planea proponerle matrimonio a Gwen durante unas vacaciones planeadas en el lago. Sin embargo, el archienemigo de Peter, el Duende Verde, llega poco después, secuestra a Gwen y lleva su cuerpo inconsciente hasta la cima del Puente George Washington. Peter, en su alter ego "Spider-Man", no logra salvar a Gwen, lo que resulta en una batalla final entre él y el Duende, que termina con la muerte de este último.
Algún tiempo después, Peter se ha retirado como Spider-Man, culpándose a sí mismo por no poder salvar la vida de Gwen y comenzando a alejar a los demás. Atormentado por los sueños de la noche en que murió Gwen, Peter confronta enojado a Mary Jane y Harry por no preocuparse por la muerte de Gwen. Aunque está herida, Mary Jane a regañadientes le da a Peter una carta para que se la entregue a Spider-Man, en la que le pide a Spider-Man que visite a un niño llamado Tim Harrison antes de que sucumba a una enfermedad terminal. Harry, abatido por la muerte de su padre y lamentando la relación tensa que tenían, abandona la ciudad y se entrega al descontrol antes de regresar a Nueva York para visitar la tumba de su padre.
Peter llega al apartamento de los Harrison como Spider-Man, conociendo y conectando con Tim, quien ve a Spider-Man como un héroe a pesar de lo que dicen los medios de comunicación sobre él. Sin embargo, cuando le preguntan sobre lo que ocurrió con "la chica en el puente", Peter convence a Tim de que no es un héroe, afirmando que su origen fue un accidente y que solo se convirtió en Spider-Man por deseos egoístas. Peter abandona a Tim, pero la madre de Tim convence a Peter de que se reconcilie con el niño, deseando darle esperanza en sus últimos días. Peter se disculpa e incluso se quita la máscara frente a Tim, quien reconoce a Peter como el fotógrafo de Spider-Man. Peter se despide de Tim, animándolo a mantenerse fuerte ante el miedo.
Mientras tanto, Mary Jane y Harry comienzan a recomponer su relación mientras Peter regresa al cementerio para rendir homenaje en la tumba de Gwen. A lo lejos, también nota la tumba de Tim, dándose cuenta de que aunque no "quiera" ser Spider-Man, "debe" seguir siéndolo para inspirar a otros.

## Elenco
- Warden Wayne como Peter Parker/Spider-Man: un superhéroe de 20 años que ha estado activo durante los últimos cinco años.
  - Landon Konop como el joven Peter Parker
- Sean Thomas Reid como Harry Osborn: el mejor amigo solitario y drogadicto de Peter Parker e hijo de Norman Osborn.
- Moriah Brooklyn como Mary Jane Watson: la mejor amiga de Peter Parker y la novia de Harry Osborn, quien le ayuda con su dolor por la muerte de Gwen.
- Tuyen Powell como Gwen Stacy: la novia de Peter Parker, que murió durante una batalla entre Spider-Man y el Duende Verde.
- Maxwell Fox-Andrews como Tim Harrison: un niño con una enfermedad terminal cuyo último deseo es conocer a Spider-Man.
- John Salandria como Norman Osborn/Duende Verde: el padre de Harry, archienemigo de Spider-Man y el villano responsable de la muerte de Gwen.[5]
- Jack Wooten como Flash Thompson.
- Mariah Fox como la Sra. Harrison.
- Justin Hargrove como Herman Schultz/Shocker.
- Paul Logan como Dennis Carradine/Ladrón.

## Producción
El 16 de enero de 2021, el cineasta independiente Gavin J. Konop anunció el desarrollo de una próxima película basada en Spider-Man. La película fue financiada por aficionados a través de una campaña en Indiegogo, recibiendo 112.000 dólares. Según Konop, su sueño era hacer una película de Spider-Man. La película está basada libremente en dos cómics, The Kid Who Collects Spider-Man y Spider-Man: Blue.
Más tarde ese año, Konop anunció el elenco principal de la película, así como su sinopsis y su tema principal. El mismo año se subieron el teaser y el tráiler a su canal. El guion se terminó en mayo de 2021, la producción comenzó en junio y la fotografía principal finalizó en agosto. El rodaje tuvo lugar en la ciudad de Nueva York. 
En octubre de 2021, el proyecto fue reconocido por Jon Watts, el director de las películas de Marvel Cinematic Universe Spider-Man, quien afirmó que apoyaba "al 100%" la película.
Spider-Man: Lotus originalmente debía estrenarse en enero de 2022, pero se retrasó. En octubre de 2022, el avance final de la película se lanzó en YouTube. 
En julio de 2023, se publicó una escena de Spider-Man: Lotus en las redes sociales de Konop, se reveló su duración de 120 minutos y se fijó una fecha de estreno. Fue lanzado en YouTube el 10 de agosto de 2023.

## Lanzamiento
Spider-Man: Lotus celebró su estreno en Los Ángeles (California), el 5 de agosto de 2023. Fue lanzada en YouTube el 10 de agosto de 2023.

## Controversia
En junio de 2022, se filtraron mensajes en línea en los que el actor principal Warden Wayne usaba insultos raciales, homofóbicos y capacitistas, lo que generó controversia en Twitter. A la luz de los mensajes filtrados, Wayne inmediatamente se disculpó, haciendo referencia a su educación conservadora y afirmando que "esperaría y rezaría para que la gente que lo viera no lo juzgara basándose en [su] pasado y, en cambio, tomarlo como lo que es: una película sobre la redención y la salida de la oscuridad". Más tarde ese día, se filtraron imágenes sin terminar y el guion completo de Lotus.
Poco después, se revelaron mensajes similares en los que el director Gavin J. Konop utilizaba insultos racistas y capacitistas. Respondió a esto publicando un video de YouTube titulado "Abordando todo" en el que afirmaría que algunos de los mensajes filtrados eran falsos, mientras se responsabilizaba de otros, alegando que fueron publicados cuando él era un adolescente y prometiendo que ya no usará esas palabras.
Debido al incidente, muchos artistas de efectos visuales se alejaron del proyecto. La miembro del elenco Moriah Brooklyn denunció su apoyo al proyecto, aunque decidió volver a promocionar la película en julio de 2023, afirmando que estaba agradecida por las amistades que hizo mientras trabajaba en el proyecto y que ni Konop ni Wayne la hicieron sentir incómoda en el set.